# Mesargus diversa
Mesargus diversa är en insektsart som beskrevs av William Lucas Distant 1916. Mesargus diversa ingår i släktet Mesargus och familjen dvärgstritar. Inga underarter finns listade i Catalogue of Life.